# Platambus lindbergi
Platambus lindbergi là một loài bọ cánh cứng trong họ Bọ nước. Loài này được Guéorguiev miêu tả khoa học năm 1963.